# Glischrothamnus ulei
Glischrothamnus ulei är en kransörtsväxtart som beskrevs av Pilg.. Glischrothamnus ulei ingår i släktet Glischrothamnus och familjen kransörtsväxter. Inga underarter finns listade i Catalogue of Life.